# ستيفن باورز
ستيفن باورز (بالإنجليزية: Stephen Powers)‏ هو إنثوغرافي ‏ ومؤرخ وعالم إنسان أمريكي، ولد في 1840، وتوفي في 1904 في جاكسونفيل في الولايات المتحدة.